# Marco Fabio Ambusto (tribuno consolare 381 a.C.)
Marco Fabio Ambusto (fl. IV secolo a.C.) è stato un politico romano del IV secolo a.C.

## Primo tribunato consolare
Nel 381 a.C. fu eletto tribuno consolare con Marco Furio Camillo, Lucio Lucrezio Tricipitino Flavo, Aulo Postumio Albino Regillense, Lucio Furio Medullino Fuso e Lucio Postumio Albino Regillense.
A Marco Furio Camillo e Lucio Furio fu affidata la guerra contro i Volsci che avevano occupato Satricum, che condusse alla successiva dichiarazione di guerra, contro la città alleata di Tuscolo.

## Secondo tribunato consolare
Nel 369 a.C. fu eletto tribuno consolare con Quinto Servilio Fidenate, Quinto Quinzio Cincinnato, Marco Cornelio Maluginense, Aulo Cornelio Cosso, Gaio Veturio Crasso Cicurino.
Anche quest'anno i romani cercarono di portare l'assedio a Velletri, ma come nell'anno precedente, i nemici di Roma riuscirono a resistere.
Intanto in città i tribuni della plebe, Gaio Licinio Calvo Stolone e Lucio Sestio Laterano, continuavano nel portare avanti le loro proposte a favore della plebe, ed i patrizi iniziavano a perdere il controllo degli altri tribuni, tramite il quale erano riusciti a bloccare le iniziative di Licinio e Sestio.
(Tito Livio, Ab Urbe condita, VI, 4, 37)